# جون هنت (سياسي)
جون هنت (بالإنجليزية: John Hunt)‏ هو سياسي أسترالي، ولد في 27 يونيو 1856 في Dural, New South Wales ‏ في أستراليا، وتوفي في 23 مارس 1930 في Parramatta ‏ في أستراليا. نشط حزبياً في Liberal Reform Party (Australia) ‏. وقد انتخب عضو الجمعية التشريعية لنيو ساوث ويلز.